# Qianjiang
Qianjiang (en chino, 潜江; pinyin, Qiánjiāng (escuchar)ⓘ) es una subprefectura  bajo la administración directa de la Provincia de Hubei, República Popular China. Su área es de 1993 km² y su población total para 2024 superó los 830 mil habitantes.

## Administración
Desde diciembre de 2021, la Subprefectura Qianjiang se divide en 16 pueblos que se administran en 6 subdistritos y 10 poblados.

## Toponimia
El topónimo Qianjiang [/chien-chiang/] se compone de los sinogramas Qian (oculto) y Jiang (río).  
En el año 965 AD, durante la dinastía Song, al establecerse el condado, se observó en la zona que un brazo del río Han tenía un tramo donde el agua fluía subterráneamente. Este fenómeno natural inusual inspiró el nombre Qianjiang "río oculto".

## Historia
Qianjiang se convirtió en condado en el año 965 durante la Dinastía Song y fue un centro importante a comienzos del reinado Chu.
Qianjiang fue ocupada por los japoneses durante la guerra China-Japón, los japoneses utilizaron principalmente gente prominente local china para ejecutar a los "títereres" del gobierno, en particular, muchos miembros de la familia Zhang.
Los comunistas desde 1949 hasta principios de 1980 construyeron una planta farmacéutica, una fábrica textil, una fábrica de libros de impresión, crearon un gran campo de extracción de petróleo y gas, y otras instalaciones industriales en el área. En cuanto la reforma económica nacional comenzó a tener vigor a finales de los 1970s, muchas de estas empresas estatales fueron decayendo. La ciudad se estableció como tal en mayo de 1988

## Economía
La ciudad tiene un campo de petróleo importante. Qianjiang produce 200 millones de toneladas de petróleo, más de 9000 m³ de gas natural y 800 millones de toneladas de sal de roca.

## Geografía
La ciudad se ubica en un terreno plano entre los 26 a 36 metros sobre el nivel del mar. El clima es monzónico húmedo con lluvias abundantes, pero agradable, tanto así que se le llama  el "jardín de agua". En el pasado había muchos lagos pequeños, estanques, ríos dispersos en la ciudad, sin embargo, a partir de principios de la década de los 1980s, la mayoría de ellos desapareció debido a la urbanización y la industrialización.
La temperatura media anual es de 17 °C